# 文德爾 (伊利諾伊州)
文德爾（英語：Wendel）是位於美國伊利諾伊州比羅縣的一個非建制地區。該地的面積和人口皆未知。

## 地理
文德爾的座標為41°31′59″N 89°12′36″W / 41.53306°N 89.21000°W，而該地的平均海拔高度為244米（即801英尺）。